# (19110) 1981 EF29
A (19110) 1981 EF29 a Naprendszer kisbolygóövében található aszteroida. Schelte J. Bus fedezte fel 1981. március 1-jén.